# Grabowo (Ostrołęka)
Grabowo – część miasta Ostrołęka w Polsce położona w województwie mazowieckim.
Dawniej osada kolejowa.

## Historia
W latach 1921–1936 osada leżała w województwie białostockim, w powiecie ostrołęckim, w gminie Nakły.
Według Powszechnego Spisu Ludności z 1921 roku osadę zamieszkiwały 52 osoby w 5 budynkach mieszkalnych. Miejscowość należała do parafii rzymskokatolickiej w Ostrołęce. Podlegała pod Sąd Grodzki w Ostrołęce i Okręgowy w Łomży; właściwy urząd pocztowy mieścił się w Ostrołęce.
W 1936 r. dokonano zmian granic Ostrołęki włączając Grabowo w granice miasta.